# Alamanno di Hautvillers
Alamanno di Hautvillers (Hautvillers, IX secolo – 886) è stato un teologo francese.
Fu autore di una lettera a Sigbod di Narbona (885), nella quale difendeva le teorie di Giovanni Scoto Eriugena.